# Bahnhof Sudweyhe

Der Bahnhof Sudweyhe ist ein Bahnhof der Bremen-Thedinghauser Eisenbahn im Ortsteil Sudweyhe der Gemeinde Weyhe.

## Geschichte
Das Empfangsgebäude mit der Adresse Raiffeisenstraße 11 stammt von 1910. Seit 2019 befindet sich hier der Sudweyher Bahnhof – Kunst und Kultur am Gleis. Das Gebäude steht unter Denkmalschutz (Siehe auch Liste der Baudenkmale in Weyhe).

## Hochbauten
Das eingeschossige verputzte Empfangsgebäude mit einem Fachwerkdachgeschoss, einem Krüppelwalmdach sowie einem Giebel und Überdach zu den Gleisen wurde 1910 von der Kleinbahn Bremen-Thedinghausen erbaut. Das Gebäude verlor mit der Einstellung des Personenverkehrs 1955 seinen Zweck. Die Strecke wurde aber weiterhin im Güterverkehr bedient. Die Pingelheini Museumsbahn nutzt seit 1993 die Strecke.
Das Gebäude wurde nach 2005 saniert und wird seit 2019 als Sudweyher Bahnhof – Kunst und Kultur am Gleis mit einem kleinen Café und Gästezimmer genutzt und vom Verein Sudweyher Bahnhof betreut.

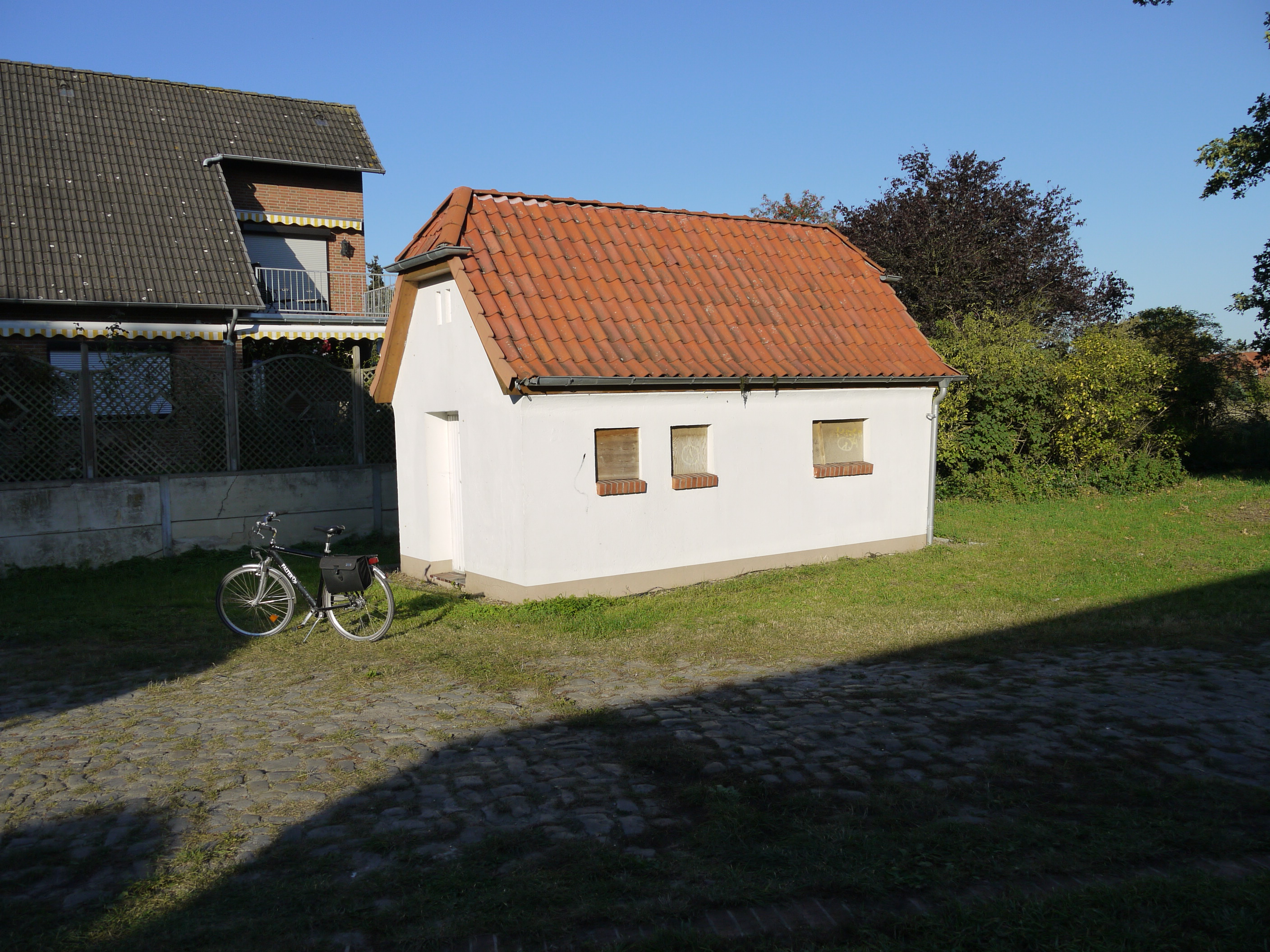
Abortanlage

Die kleine Abortanlage des Bahnhofs von 1910 mit dem Geräteschuppen stehen ebenfalls unter Denkmalschutz.

## Bahnanlagen
Der Bahnhof hat neben dem durchgehenden Hauptgleis ein Ausweichgleis. Der Mittelbahnsteig befindet sich zwischen den Gleisen. Ein Anschlussgleis zur landwirtschaftlichen Genossenschaft wurde 1999 entfernt.